# Ivan Katajev
Ivan Ivanovitj Katajev (ryska: Иван Иванович Катаев), född 27 maj 1902 i Moskva, död där 19 augusti 1937, var en rysk författare.
Ivan Katajev debuterade som lyriker 1921 och utgav den delvis självbiografiska romanen Hjärtat (1928), som skildrar en ung mans utveckling från borgarson till proletär. Mest betydande bland Katajevs övriga romaner var Hustrun (1928) och Mjölk (1930). Katajev belyste med fin ironi de konflikter som uppkom vid brytningen mellan gammalt och nytt i Sovjetunionen. Kommunismens uppbyggnadsarbete utgjorde motivet för skisserna i Fosterlandet (1935).